# Pour quelques milliards de plus
Pour quelques milliards de plus (The Trouble with Trillions) est le 20e épisode de la saison 9 de la série télévisée d'animation Les Simpson.

## Synopsis
C'est le premier janvier. Après les célébrations du nouvel an, Ned Flanders se dépêche de remplir sa déclaration de revenus. Il arrive alors juste à l'ouverture du bureau de poste pour poster sa déclaration, et repart soulagé.
Bien plus tard dans l'année, juste avant le 15 avril à minuit, date limite pour l'envoi des déclarations, la famille voit aux informations les queues monstrueusement longues au bureau de poste des gens qui ont attendu la dernière minute pour poster leur déclaration. Devant son père sarcastique à propos de l'évènement, Lisa, inquiète, lui demande s'il a bien rempli et envoyé la sienne. Homer lui répond alors qu'il n'a pas eu à le faire puisqu'il l'a fait l'an dernier. Lisa lui rappelle alors qu'il s'agit d'une déclaration annuelle. En catastrophe Homer remplit à la va-vite sa déclaration, distribuant à sa famille des infirmités imaginaires, et court au bureau de poste. Il réussit, au prix de sa tête coincée dans la grille qui se ferme, à poster sa déclaration. Malheureusement lors du transport de l'ensemble des déclarations des contribuables, la déclaration d'Homer tombe du chariot des vérifications rapides, à celui des contrôles rigoureux…
Homer est alors arrêté pour fraude fiscale. Interrogé, Homer supplie pour qu'on le libère, promettant de tout faire pour ne pas aller en prison. L'agent Johnson du FBI intervient alors, et lui propose de devenir un mouchard du FBI. Avec un microphone caché sous sa chemise, il cherche à piéger de façon grossière ses collègues de travail, et finalement tombe sur Charlie, un de ses collègues, qui lui révèle qu'il est le chef d'un groupe qui a planifié des attentats contre tous les membres du gouvernement.
Impressionné par son travail, le FBI lui confie une autre mission. Lors d'un briefing dans un photomaton, Homer apprend qu'après la Seconde Guerre mondiale, le président Harry Truman avait fait imprimer un billet de mille milliards de dollars — soit un trillion en échelle courte ou un billion en échelle longue — pour aider à la reconstruction en Europe, et qu'il a confié son envoi à Charles Montgomery Burns, qui a disparu avec. Homer est donc envoyé enquêter dans le manoir de Burns. Se faisant passer pour un journaliste du Collier's, il interviewe Burns, qui, en confiance, lui montre ses trophées, dont le fameux billet…
Arrivent alors deux agents du FBI qui arrêtent Burns. Ce dernier dénonce l'oppression du gouvernement américain sur les simples citoyens motive Homer à le secourir : celui-ci assomme les deux agents et s'enfuit avec Burns et le billet. Ils vont trouver Smithers qui leur conseille de quitter le pays. Embarquant tous les trois dans le vieil avion de Burns, ils sont pris en chasse par l'Air Force, mais sortent de justesse des eaux territoriales américaines. Burns choisit alors une destination : une petite île tranquille des Caraïbes où ils pourront recommencer leur vie. Il choisit sans le savoir Cuba, et apprend, surpris, de la bouche de Smithers que ce n'est plus Batista qui dirige l'île, mais un communiste nommé Fidel Castro.
Alors que Fidel Castro, se rendant compte que la situation de son île est désespérée, s'apprête à appeler Washington pour annoncer sa démission, un militaire intervient en lui annonçant que trois riches Américains lui demandent audience. Il raccroche alors son téléphone rouge et reçoit les trois fuyards. Burns lui explique la situation. Intéressé, Castro demande à voir le billet. Méfiant, Burns refuse, mais Homer lui demande d'avoir confiance : « C'est quand même le président de Cuba ». Réticent, Burns donne finalement le billet. Castro le prend, et l'observe, le trouvant très intéressant. Alors que la caméra se fixe sur Burns, demandant à Castro de lui rendre le billet maintenant qu'il l'avait vu, la caméra se tourne vers Castro qui, les mains vides, lui répond : « Vous rendre quoi ? »
L'épisode se finit sur l'image des trois protagonistes, sur un radeau voguant vers l'Amérique.

## Production
L'épisode a été écrit par Ian Maxtone-Graham, mais le scénario original était bien différent. À l'origine, Homer apprenait qu'il avait des origines amérindiennes et cherchait à essayer d'en profiter pour ne pas payer d'impôts. L'idée a été conservée quelques jours, mais l'équipe ne savait pas si les Amérindiens était vraiment exemptés de taxes. Quand ils apprirent que ce n'était pas le cas, il réécrivirent complètement le scénario. Le frère du directeur exécutif Mike Scully, Brian, eut alors l'idée du billet d'un millier de milliards de dollars, a trillion dollar bill en Anglais ou le billet d'un billion de dollars en Français, qui a été acceptée faute de meilleure idée. La version française parle d'un billet d'un trillion de dollars, soit mille billion de dollars.